# Григорян, Арут
Арут Григорян (арм. Հարութ Գրիգորյան; род. 24 марта 1989, Талин) — армяно-бельгийский кикбоксер, представитель средней и полусредней весовых категорий. Выступает на профессиональном уровне с 2007 года, известен по участию в турнирах таких организаций как Glory, К-1, It's Showtime. Владел титулом чемпиона Glory в полусреднем весе.

## Биография
Арут Григорян родился 24 марта 1989 года в городе Талин, Армянская ССР. Впоследствии переехал на постоянное жительство в Бельгию, проживал в Антверпене.
Занимался кикбоксингом в зале Hemmers Gym, проходил подготовку под руководством тренера Ника Хеммерса.
В 2007 году успешно дебютировал в кикбоксинге на профессиональном уровне и долго шёл без поражений, выиграл у многих соперников на всевозможных турнирах, в том числе им был побеждён представитель Франции Абдалла Мабель на турнире S-Cup Europe 2008.
В 2009 году одержал победу на чемпионате Бенилюкса по муай-тай в категории до 70 кг и подписал контракт с крупным нидерландским промоушеном It's Showtime — здесь, в частности, взял верх над конголезцем Крисом Нгимби.
С 2010 года сотрудничал с организацией К-1, регулярно проводил бои на её турнирах, но вскоре потерпел поражение — нокаутом во втором раунде от марокканского кикбоксера Мохамеда Хамаля. Среди прочего им были побеждены итальянец Алессандро Кампанья и голландец Хенри ван Опстал. Раздельным решением судей уступил ветерану нидерландского кикбоксинга Энди Сауэру — для выявления победителя пришлось проводить дополнительный четвёртый раунд.
В 2012 году на турнире It’s Showtime Григорян техническим нокаутом победил Криса Нгимби, затем в рамках организации К-1 потерпел поражение нокаутом от суринамца Муртела Гроенхарта.
В 2014 году среди прочего стал победителем турнира-восьмёрки A1 World Combat Cup.
Начиная с 2016 года Григорян являлся бойцом крупнейшей кикбоксерской организации мира Glory, превзошёл здесь нескольких сильных соперников, в том числе швейцарца Йоанна Конголо.
В 2017 году потерпел поражение достаточно спорным нокаутом во второй встрече с Муртелом Гроенхартом. Во втором раунде Гроенхарт сумел потрясти Григоряна, тот зачем-то развернулся к нему спиной и получил сильный нокаутирующий удар по затылку. Трое взбешённых болельщиков выскочили на ринг и атаковали суринамца, нанеся ему определённые повреждения, пока Григорян продолжал лежать на настиле. Начавшуюся потасовку с трудом удалось остановить тренерам обеих команд.
Несмотря на тяжёлое поражение, Арут Григорян продолжил активно выходить на ринг и вскоре стал участником претендентского турнира Glory. Ему удалось пройти двоих соперников по турнирной сетке и получить право оспорить титул чемпиона в полусредней весовой категории, который недавно был завоёван Муртелом Гроенхартом. Тритий поединок с Гроенхартом состоялся в феврале 2018 года в Чикаго, на сей раз Григорян одержал победу техническим нокаутом в первом раунде и забрал чемпионский пояс себе.
Сумел один раз защитить полученный титул, взяв верх по очкам над азербайджанцем Алимом Набиевым, но в 2019 году лишился его, проиграв техническим нокаутом французу Седрику Думбе.
В феврале 2020 года в рамках турнира Glory в Утрехте единогласным судейским решением уступил англичанину Джейми Бейтсу, и на этом его сотрудничество с организацией подошло к концу.
Впоследствии выступал в менее престижных промоушенах. Открыл свою школу кикбоксинга в Антверпене.